# علم نفس النوع الاجتماعي
يعرَّف النوع الاجتماعي (الجندر) عموماً على أنه مجموعة من الخصائص أو السمات المرتبطة بنوع معين من الجنس البيولوجي (ذكر أو أنثى). وفي البلاد غير الغربية، لا ينظر إلى النوع الاجتماعي دائمًا على أنه ثنائي، أو يرتبط ارتباطاً وثيقاً بالجنس البيولوجي. وعليه، ففي بعض الثقافات، هناك جنس «ثالث» و«رابع» و«خامس» و«بعض». ويشار إلى الخصائص التي تحدد النوع الاجتماعي بصورة عامة على أنها ذكورية أو أنثوية.
تشكيل النوع الاجتماعي مثير للجدل في العديد من المجالات العلمية، ومن ضمنها علم النفس. يأخذ الباحثون والمنظرون وجهات نظر متباينة حول تأثير العوامل البيولوجية والكيميائية العصبية والتطورية (الطبيعية) والثقافة والتنشئة الاجتماعية على تشكيل نوع الجنس. وهذا ما يُعرف بـ «الطبيعة ضد التنشئة». تلاحظ فروع علم النفس اختلافات محددة في سمات كل نوع اجتماعي، بناء على منظورها للقضية «الطبيعة ضد التنشئة».

## تاريخ
بدأت دراسات النوع الاجتماعي في عام 1970. خلال هذه الفترة، كانت الدراسات الأكاديمية تعكس تباين آراء الباحثين تجاه دراسات النوع الاجتماعي (الجندر). وشملت بعض هذه الأعمال كتباً دراسية، لأنها كانت طريقة هامة لتجميع المعلومات وجعلها منطقية للميدان الجديد. في 1978 نُشر كتاب «المرأة وأدوار الجنس: منظور نفسي اجتماعي»، وكان أحد أوائل الكتب الدراسية عن علم النفس وراء المرأة وأدوار الجنس. وقد نُشر كتاب دراسي آخر هو «الجندر والتواصل» وهو أول كتاب دراسي يناقش هذا الموضوع.
ركزت أعمال أكاديمية أخرى مؤثرة على تطور النوع الاجتماعي (الجندر). في عام 1966، نشر كتاب «تطورات الفروق بين الجنسين» تناول العوامل التي تؤثر على تطور جنوسة (جندر) الطفل من هرمونات، وتعلم اجتماعي، ونمو معرفي في فصول متعددة. نُشر كتاب «الرجل والمرأة، الصبي والفتاة» لجون موني عام 1972، يوثق فيه نتائج أجريت على أفراد ثنائيي الجنس. اقترح الكتاب أن البيئة الاجتماعية التي ينمو فيها الطفل أكثر أهمية في تحديد نوع الجنس من العوامل الوراثية. في السنوات الأخيرة، تعرضت غالبية نظريات الدكتور موني بشأن أهمية التنشئة الاجتماعية في تحديد النوع الاجتماعي (الجندر) إلى انتقادات شديدة، خاصة فيما يتعلق بالإبلاغ الخاطئ عن نجاح تجربة «جون/ جوان» (أو ما يعرف بقضية الطفل الكندي ديفيد رايمر).
في 1974، نُشر «علم نفس الاختلافات بين الجنسين» وذكر أن سلوكيات الرجال والنساء باتت أكثر تشابهاً عما كانت من قبل. وافترض أن للأطفال سلطة كبيرة على الدور الذي ينمون فيه، سواء باختيار أحد الأبوين ليقتدوا به، أو القيام بأنشطة مثل: اللعب بالدمى أو العرائس. أضافت هذه الأعمال معرفة جديدة إلى مجال علم نفس النوع الاجتماعي.

## منظور علم الأحياء
التمايز البيولوجي جزء أساسي من التكاثر البشري. لدى الذكور كروموسومان مختلفان للجنس X وY ولدى الإناث كروموسومان X. الكروموسوم Y هو ما يحدد التمايز الجنسي. إذا كان الكروموسوم Y موجوداً فإن النمو يتبع الخط الذكوري وتنتج عنه الخصيتان واللتين تنتجان بدورهما هرمون التستوستيرون. بالإضافة إلى التأثيرات الجسدية للتستوستيرون الذي يتكون قبل الولادة فهو يزيد من احتمالية أن يكوّن أنماط سلوك ذكورية بعد الولادة، ولكن لا يمكن فهم أثره وآليته بشكل دقيق. قد تؤثر أجزاء من بروتين SRY وأجزاء محددة من كرموسوم Y أيضًا على السلوكيات الجندرية المختلفة، لكن إذا كان الأمر كذلك، فإن هذه الآثار لم تُحدد بعد.
ينص النهج البيولوجي على أن التمييز بين الرجل والمرأة يرجع إلى الاختلافات الموروثة والهرمونية. وينتقد البعض هذا النهج لأنه يترك مجالاً ضئيلاً للتعبير عن الجندر والنوع لأنه يدعي أن كليهما يعتمد على التركيب البيولوجي. وقد ارتبطت التفسيرات البيولوجية للفروق الجنسية بالعمل الذي قام به تشارلز دارون فيما يتعلق بالتطور. وأشار إلى أنه مثلما للحيوانات البرية والنباتات اختلافات فيزيولوجية بين الجنسين، فللبشر كذلك اختلافات. غالباً ما تحدد المنظورات البيولوجية للتمايز النفسي أوجه التشابه مع الطبيعة الجسدية للتمايز الجنسي. تشمل هذه العوامل المتوازية العوامل الوراثية والهرمونية التي تنتج أفرادًا مختلفين، مع وجود الاختلاف الرئيسي في الوظيفة الإنجابية. يتحكم الدماغ في سلوك الأفراد، ولكنه يتأثر بالجينات والهرمونات والتطور. وقد أظهرت الأدلة أن الطرق التي يصبح فيها الفتيان والفتيات رجالاً ونساءً مختلفة، وأن هناك اختلافات بين الأفراد في كل من الجنسين. وقد أجريت دراسات لمحاولة ربط الهرمونات بالهوية الجندرية للذكور والإناث. وأجرت جامعة أوكاياما في اليابان دراسة تحقق في الطبيعة البيولوجية لاضطراب الهوية الجندرية. نظر الباحثون إلى خمسة هرمونات مختلفة متعلقة بالجنس وما إذا كانت قد زادت من فرص الفرد المتحول جنسياً أم لا. وفحصوا المتحولين من ذكور إلى إناث، ومن إناث إلى ذكور. وبمراقبتهم للمقارنة، لم يجد الباحثون فرقاً كبيراً -في توزيع جينات هرمون الجنس التي فُحصت- يؤثر على أن يغير الفرد جنسه من ذكر إلى أنثى أو من أنثى إلى ذكر.

## المنظور المعرفي
تُعد الاختلافات المتعلقة بالجنس في الأداء المعرفي موضع تساؤل في البحوث التي أجريت في مجال الإدراك والانتباه والاستدلال والتفكير وحل المشاكل والذاكرة والتعلم واللغة والشعور. ينطوي الاختبار المعرفي للجنسين على اختبارات كتابية ذات مهلة زمنية عادة، وأكثرها شيوعاً هو الاختبار الموحد مثل سات أو ACT. تختبر هذه الاختبارات القدرات الفردية الأساسية بدلاً من مجموعة من القدرات لحل مشاكل الحياة الحقيقية. أظهر تحليل البحث عدم وجود مصداقية عند الاعتماد على الدراسات المنشورة حول الإدراك لأن معظمها يحتوي على نتائج للاختلافات المعرفية بين الذكور والإناث، لكنه يتجاهل تلك التي لا تظهر اختلافات، ما يخلق مجموعة من المعلومات المتحيزة. والتي تعزي الاختلافات الموجودة للعوامل الاجتماعية والبيولوجية. يتوافق إدخال العوامل الثقافية مع العناصر البيولوجية اللازمة.
يلخص مقال نُشر في مجلة «مراجعة الأبحاث العلمية» تاريخ الجدل الدائر حول الاختلافات بين الجنسين في تغير نسب الذكاء. من خلال الأبحاث الحديثة، أثبتت الفكرة الرئيسية أن للذكور نطاقًا أوسع بكثير في اختبار الأداء لاختبارات الذكاء. تحلل الدراسة أيضاً اختلاف البيانات المتعلقة بالنزعة المركزية من خلال النظريات البيئية والبيولوجية. ووُجد أن الذكور لديهم تنوع أوسع بكثير من الإناث في مجالات التفكير الكمي والتصور المكاني والإملاء والمعرفة العامة. في استنتاج الدراسة، لتكوين ملخص دقيق، يجب فحص كل من التنوع في الفروق بين الجنسين وفي الميول الأساسية لتعميم الفروق المعرفية للذكور والإناث.
نشرت دورين كيمورا، عالمة بيولوجية، كتبًا ومقالات على وجه التحديد في موضوع الجنس والإدراك. منذ دراسة الفروق بين الجنسين في الإدراك، أثبتت كيمورا تعميمات أخرى حُصل عليها من بيانات الأبحاث التي جُمعت في مجال علم النفس المعرفي. ووُجد أن الذكور أفضل في المهارات الحركية من حيث التصويب، بينما تتفوق الإناث في تنسيق المهارات الحركية الدقيقة. ذكور الشمبانزي، على سبيل المثال، كانوا أكثر عرضة لإلقاء الحجارة أو كتل من التراب من الإناث. في المهام المكانية، وجد الذكور أنه من الأسهل التصور الهندسي والدوراني بينما استخدمت الإناث إشارات إلى الكائنات وذلك عند التوجيه عبر مسار. حقق اختبار الإناث بالنسبة لذاكرة موقع الكائن والذاكرة اللفظية أداء أعلى، ما يقارب نصف الانحراف المعياري. لم تُدرس هذه الاختبارات بشكل شامل خلال فترة كافية من الوقت للتوصل إلى استنتاج كامل ودقيق. أظهرت الاختبارات المكانية الموحدة، مثل اختبار التناوب العقلي في فاندنبرغ، اختلافات الجنس باستمرار في هذا المجال على مدار الثلاثين عامًا الماضية. تراوحت الاختلافات في مثل هذه الاختبارات من متوسطة إلى الانحراف المعياري الكامل. لم تُعمم هذه النتائج العلمية عبر الثقافات. أظهرت الإناث أن لديها قدرة أعلى في قراءة إشارات الوجه والجسم من نظرائها الذكور. على الرغم من أن الدراسات وجدت أن الإناث يتمتعن بمهارات شفهية أكثر تقدمًا، إلا أن الرجال والنساء في مرحلة البلوغ ليس لديهم مفردات متنوعة. تميل النساء إلى الحصول على قدرات إملائية وذاكرة لفظية أفضل. تشير العالمة كيمورا إلى مثال على دراسة أجريت في شرق أفريقيا، والتي ربطت الأطفال -معظمهم من الذكور الذين سافروا بعيدًا عن قبيلتهم- بأداء متميز في المهام المكانية. وتقدم ثلاثة تفسيرات محتملة لهذا الترابط. أولاً، يميل الأشخاص ذوو القدرة المكانية الأكثر تدريباً إلى المشاركة في الخبرات التي تتطلب تلك المهارات. قد يجعل التعزيز الإيجابي اللاواعي الذي يتلقاه الشخص من القيام بعمل جيد والثناء الذي يليه، بعض الأنشطة أكثر جاذبية وأكثر احتمالًا للحدوث. وتسمى هذه الظاهرة، حين ينتهي الناس بالمشاركة في الأنشطة أو المهن بطريقة موجهة ذاتيًا، بالاختيار الذاتي. ثانياً، دربت التجربة الشخص على تطوير القدرات المكانية. يحدد نوع الخبرة السمات التي يتم تطويرها. ثالثًا، يمكن أن يؤثر عامل خارجي -مثل التعرض المبكر للأندروجينات- على كل من المكونات البيولوجية والبيئية.
على الرغم من وجود مجموعة كبيرة من المعلومات حول كيفية اختلاف الرجال والنساء في أداء الوظيفة المعرفية والاختلافات الجسدية في دماغ كلا الجنسين، فإن كلتا المجموعتين من المعلومات لم ترتبطا جيدًا ببعضهما البعض في مجال البحوث. أكبر الفروق بين الجنسين هو أحجام العقول. أدمغة الرجال أكبر وأثقل من النساء بنسبة 10-15%، على الرغم من أن نسبة حجم الدماغ إلى حجم الجسم لدى كل من الذكور والإناث تختلف على أساس حجم الجسم. يقترح الباحثون أن الوزن الزائد للمخ عند الذكور هو سبب الاختلاف الجنسي الكبير في القدرة المكانية. يبدو أن النساء لديهن مساحات أكبر من الألياف الضامة بين نصفي الدماغ تُسمى عدم تماثل نصفي الدماغ. يُقترح أن هناك أدوارًا محددة بشكل واضح لنصفي الدماغ عند الذكور أكثر من دورهما لدى الإناث بسبب هذا التباين. كشف تقرير صادر عن سيمون ليفاي في عام 1991، عن معلومات حول الاختلاف المرتبط بالجنس في النواة الخلالية INAH في منطقة تحت المهاد الأمامي. وقد عُثر على أن الإناث لديها مناطق أصغر من النواة الخلالية في تحليل ما بعد الوفاة من قبل الباحثين الهولنديين والأمريكيين. وعُثر على نفس الاختلافات بين الرجال مثليي الجنس ومغايري الجنس. واستنتج أن حجم هذه المنطقة مرتبط بطريقة ما بتفضيل شريك الجنس للفرد. ويلاحظ ليفاي أن هذه النتائج مترابطة.

## وصلات خارجية
- قائمة بكتب ومقالات حول علم نفس النوع الاجتماعي (الجندر) نسخة محفوظة 1 أبريل 2010 على موقع واي باك مشين. (بالإنجليزية)